# Arthur Harnden
Pour les articles homonymes, voir Harnden.
Arthur Harold "Art" Harnden (né le 20 mai 1924 dans le comté de Lavaca, mort le 30 septembre 2016) est un athlète américain spécialiste du 400 mètres.
Sélectionné dans l'équipe des États-Unis lors des Jeux olympiques d'été de 1948, il remporte la médaille d'or du relais 4 × 400 m en compagnie de Roy Cochran, Clifford Bourland et Mal Whitfield dans le temps de 3 min 10 s 2, devançant notamment la France et la Suède.
Son record personnel sur 400 m est de 47 s 47, établi en 1952.

## Palmarès
| Date | Compétition     | Lieu    | Place | Discipline |
| ---- | --------------- | ------- | ----- | ---------- |
| 1948 | Jeux olympiques | Londres | 1er   | 4 × 400 m  |